# Suadjkara
Suadjkara (fl. XVIII-XVII secolo a.C.) è stato il decimo sovrano, secondo il Canone Reale, della XIV dinastia egizia.

## Biografia
Questo sovrano è citato solamente dal Canone Reale.
Lo stesso prenomen compare anche una seconda volta nella posizione 8.6 dello stesso testo.
Anche sulla durata del regno mancano del tutto le informazioni e l'unica cifra leggibile (...6 ) non è attribuibile con sicurezza al numero di anni, mesi o giorni.

## Liste Reali
| N5 | s | M13 | D28 |

| N5 | s | M13 | D28 |

| N5 | s | M13 | D28 |

| N5 | s | M13 | D28 |

| N5 | s | M13 | D28 |

| N5 | s | M13 | D28 |

| N5 | s | M13 | D28 |

| N5 | s | M13 | D28 |

## Altre datazioni
| Autore | Anni di regno |
| ------ | ------------- |
| Ryholt | 1781 a.C.     |